# Villaselán
Villaselán ist ein Ort und eine nordspanische Gemeinde (municipio) mit nur noch 180 Einwohnern (Stand: 2024) in der Provinz León in der autonomen Region Kastilien-León. 
Neben dem Hauptort Villaselán besteht die Gemeinde aus den Ortschaften Arcayos, Castroañe, Santa María, Valdavida und Villacerán.

## Lage und Klima
Villaselán liegt im nördlichen Teil der Iberischen Hochebene (meseta) in einer Höhe von ca. 860 m. Die Provinzhauptstadt León befindet sich ca. 55 km (Fahrtstrecke) westlich. Das Klima im Winter ist kühl, im Sommer dagegen durchaus warm; die eher geringen Niederschlagsmengen (ca. 658 mm/Jahr) fallen – mit Ausnahme der nahezu regenlosen Sommermonate – verteilt übers ganze Jahr.

## Bevölkerungsentwicklung
| Jahr      | 1970 | 1981 | 1991 | 2001 | 2011 | 2021 |
| --------- | ---- | ---- | ---- | ---- | ---- | ---- |
| Einwohner | 870  | 525  | 412  | 298  | 226  | 182  |

Der deutliche Bevölkerungsrückgang seit den 1950er Jahren ist im Wesentlichen auf die Mechanisierung der Landwirtschaft sowie auf die Aufgabe von bäuerlichen Kleinbetrieben und den damit einhergehenden Verlust an Arbeitsplätzen zurückzuführen (Landflucht).

## Sehenswürdigkeiten

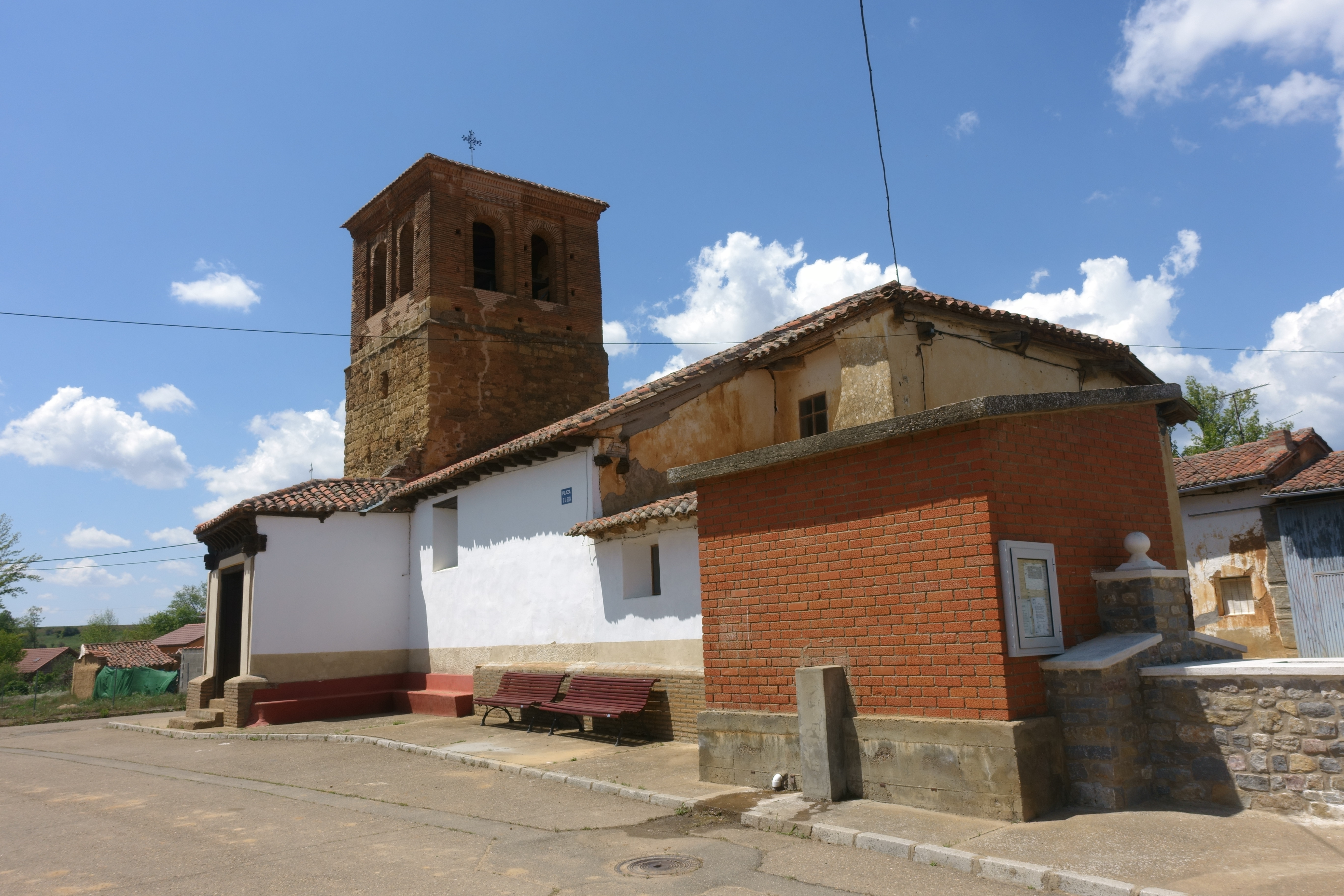
Fakundus-und-Primitivus-Kirche
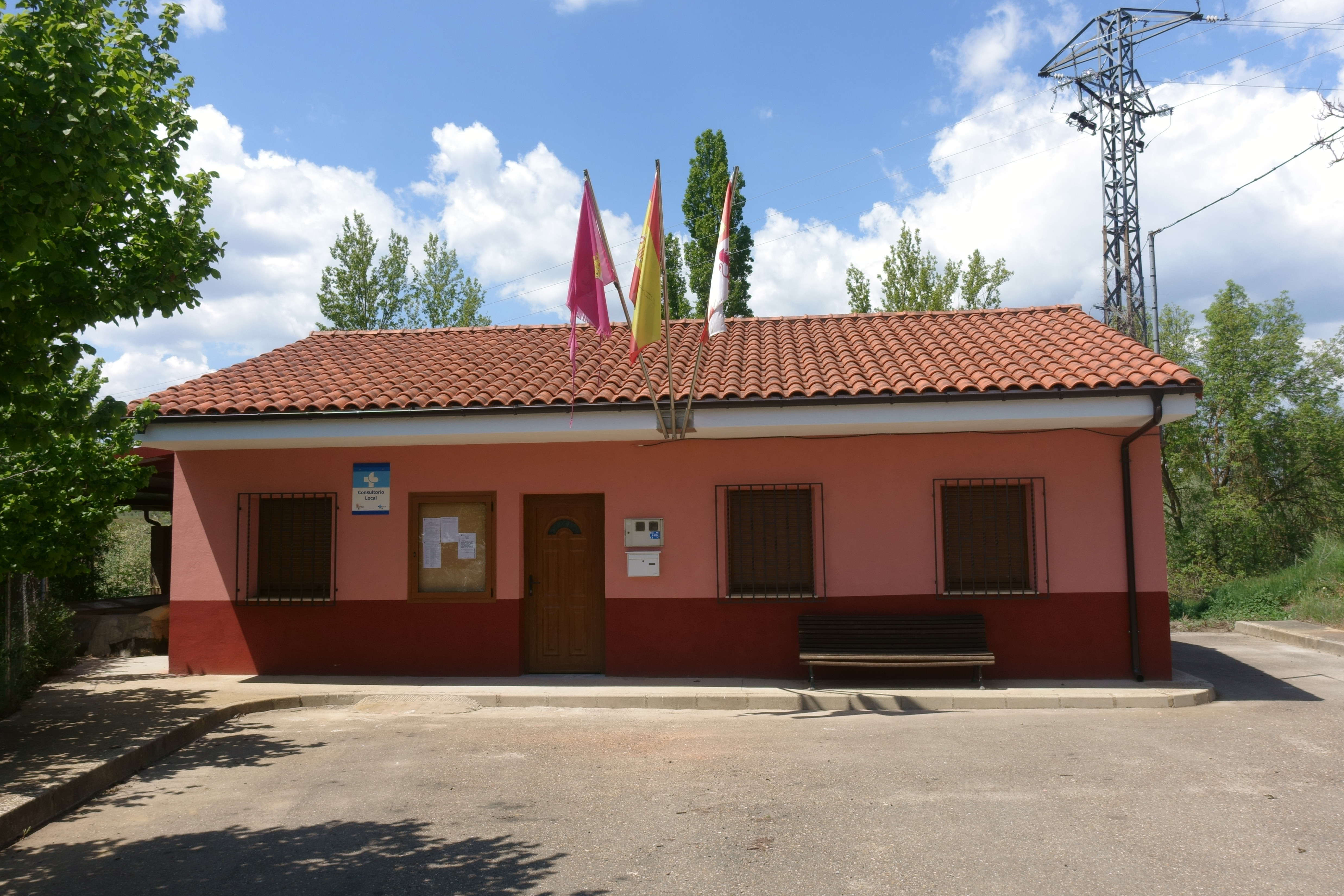
Rathaus

- Fakundus-und-Primitivus-Kirche
- Rathaus